# Silver Bullet (Knott’s Berry Farm)
Silver Bullet (dt.: silbernes Geschoss) in Knott’s Berry Farm (Buena Park, Kalifornien, USA) ist eine Stahlachterbahn vom Modell Inverted Coaster des Herstellers Bolliger & Mabillard, die am 7. Dezember 2004 eröffnet wurde.

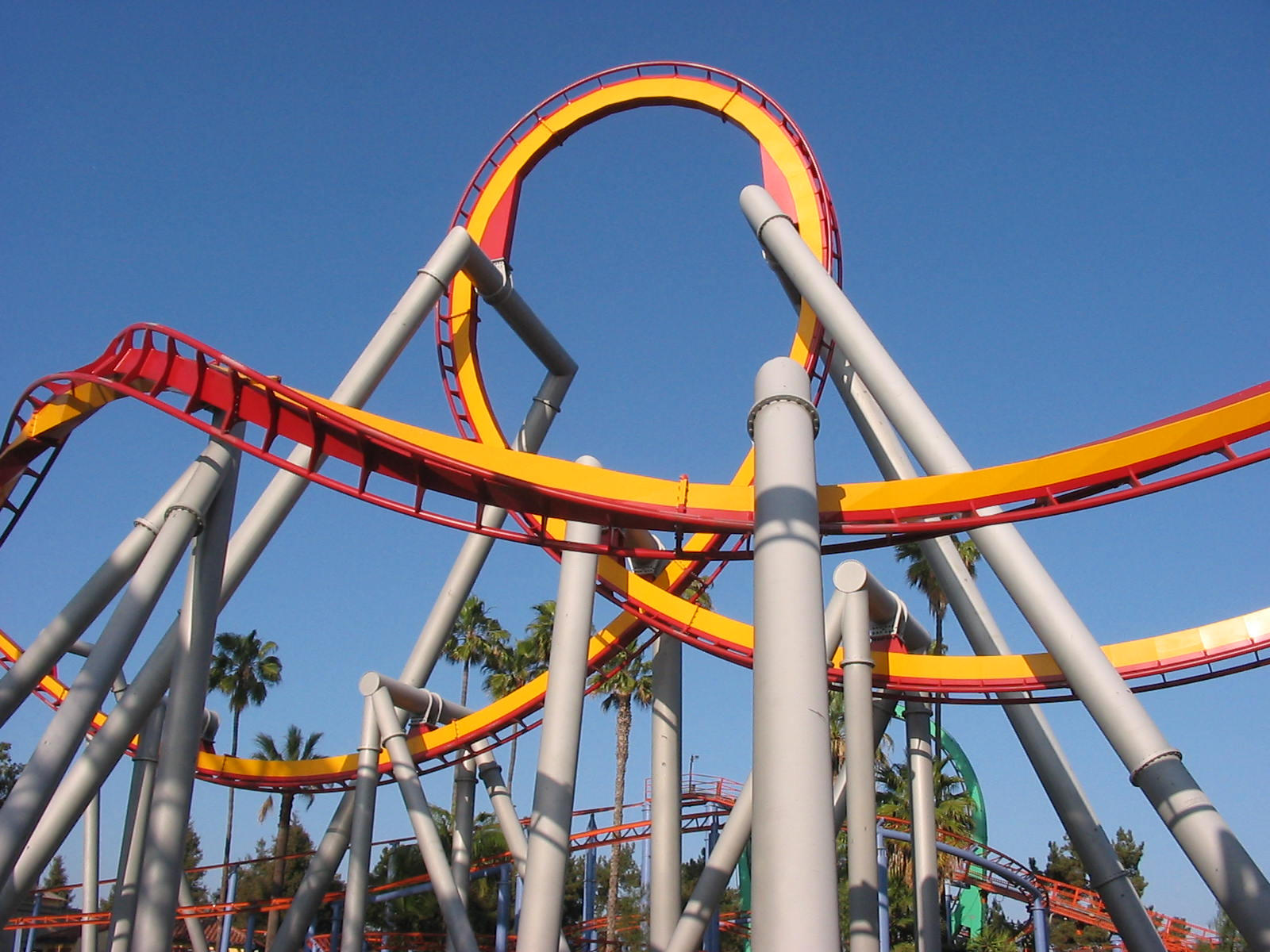

## Fahrt
Nachdem man mit dem „Überkopfzug“ die maximale Höhe von 44,5 Metern erreicht hat, fährt der Zug in einer leichten Rechtskurve abwärts. Die Abfahrt mündet in einen Looping. Anschließend durchfährt der Zug eine übergeneigte Linkskurve, welche den Wagenverbund in eine so genannte Cobra-Roll entlässt. Danach folgen eine Zero-g-Roll und zwei Korkenzieher, bevor die finale Aufwärtshelix den Zug in die Schlussbremse führt.

## Züge
Silver Bullet besitzt zwei Züge mit jeweils acht Wagen. Jeder Wagen bietet Platz für vier Personen (zwei Reihen à zwei Personen). Damit ist eine Kapazität von 1300 Personen pro Stunde möglich. Als Rückhaltesystem kommen Schulterbügel zum Einsatz. Die Fahrgäste müssen mindestens 1,37 m groß sein, um mitfahren zu dürfen. Alle Wagen sind teilweise grün, fünf davon mit roten Sitzen und drei mit gelben.

## Rezeption
Die Zukunft der Konstruktion und ihr schließliches Versagen nach einem fiktiven Verschwinden der Menschheit wird in Folge 6 der 2. Staffel der Dokufiktion-Serie Zukunft ohne Menschen („Horrortrip“, USA 2010) gezeigt.